# Tańcz głupia
Tańcz głupia – drugi singel polskiej piosenkarki Margaret z jej piątego solowego albumu studyjnego, zatytułowanego Siniaki i cekiny. Singel został wydany 26 maja 2023.
Kompozycja znalazła się na 1. miejscu listy OLiA, najczęściej odtwarzanych utworów w polskich rozgłośniach radiowych. Nagranie otrzymało w Polsce status podwójnie platynowego singla, przekraczając liczbę 100 tysięcy sprzedanych kopii.

## Geneza utworu i historia wydania
Utwór napisali i skomponowali Małgorzata Jamroży, Piotr Kozieradzki i Bhavik Pattionki, który również odpowiada za produkcję utworu.
Singel ukazał się w formacie digital download 26 maja 2023 w Polsce za pośrednictwem wytwórni płytowej Gaja Hornby Records w dystrybucji Sony Music Entertainment Poland. Piosenka została umieszczona na piątym solowym albumie studyjnym Margaret – Siniaki i cekiny.
21 sierpnia 2023 utwór został zaprezentowany telewidzom stacji TVN podczas koncertu #I Dance na Top of the Top Sopot Festival 2023. 22 września 2023 wykonała singel na żywo w ramach cyklu „Poplista Live Sessions” na kanale radia RMF FM. 22 marca 2024 piosenkę zaśpiewała podczas gali Fryderyki 2024. 24 maja singel został zaprezentowany telewidzom stacji Polsat podczas Polsat Hit Festiwal 2024 23 listopada wykonała piosenkę w programie The Voice of Poland. 18 lutego 2025 zaśpiewała utwór podczas gali Bestsellerów Empiku 2024. 27 kwietnia zaprezentowała singel podczas koncertu Tysiąclecie Korony Polskiej.
Piosenka znalazła się w grupie dwudziestu jeden polskich propozycji, spośród których polski oddział stowarzyszenia OGAE wyłaniał reprezentanta kraju na potrzeby plebiscytu OGAE Song Contest 2023. Kompozycja wygrała polskie selekcje i reprezentowała kraj w plebiscycie międzynarodowym.

## „Tańcz głupia” w stacjach radiowych
Nagranie było notowane na 1. miejscu w zestawieniu OLiA, najczęściej odtwarzanych utworów w polskich rozgłośniach radiowych.

## Teledysk
Do utworu powstał teledysk w reżyserii Alexa Pak, który udostępniono w dniu premiery singla za pośrednictwem serwisu YouTube.

## Lista utworów
- Digital download[2]

1. „Tańcz głupia” – 2:34

## Notowania
| Kraj   | Lista (2023)             | Najwyższa pozycja |
| ------ | ------------------------ | ----------------- |
| Polska | Billboard Poland Songs   | 21                |
| Polska | OLiS – single w streamie | 21                |

| Kraj   | Lista (2023)                   | Najwyższa pozycja |
| ------ | ------------------------------ | ----------------- |
| Polska | OLiS – oficjalna lista airplay | 1                 |

| Kraj   | Lista (2023)                   | Pozycja |
| ------ | ------------------------------ | ------- |
| Polska | OLiS – oficjalna lista airplay | 15      |
| Polska | Lista (2024)                   | Pozycja |
| Polska | OLiS – oficjalna lista airplay | 81      |

## Certyfikaty
| Kraj          | Certyfikat         | Sprzedaż |
| ------------- | ------------------ | -------- |
| Polska (ZPAV) | 2× platynowa płyta | 100 000+ |

## Wyróżnienia
| Rok  | Konkurs                  | Kategoria                   | Rezultat    |
| ---- | ------------------------ | --------------------------- | ----------- |
| 2023 | Gorąca 100               | 100 największych hitów 2023 | 13. miejsce |
| 2023 | Przebój roku RMF FM 2023 | Przebój roku                | 40. miejsce |